# Il suono della domenica
Il suono della domenica è un singolo del cantante italiano Zucchero Fornaciari, pubblicato il 2 dicembre 2011 dall'etichetta discografica Polydor, ultimo estratto dall'album Chocabeck.

## Descrizione
È una sorta di manifesto dell'intero album Chocabeck, rappresentandone a pieno il "concept", ossia il filo conduttore: una domenica dall'alba al tramonto di un immaginario paese della "bassa" Pianura Padana. Per questo motivo ha dato il nome al libro autobiografico Il suono della domenica - Il romanzo della mia vita e alla parte finale del Chocabeck World Tour, ribattezzato "Il suono della domenica - Welcome Home Delmo!" per le tre date di Reggio Emilia.
La canzone, oltre che durante il Chocabeck World Tour, è stata eseguita live come brano di apertura durante il Concerto per l'Emilia, e dedicata alle vittime del terremoto dell'Emilia del 2012. Durante il Black Cat World Tour il brano è stato dedicato alle vittime del terremoto del Centro Italia del 2016.

### Altre versioni
Nella versione internazionale dell'album si presenta con il titolo Someone Else's Tears, e testo scritto da Bono, collega e amico del bluesman reggiano, mentre in quella francese con il titolo L'écho des dimanches e testo di Patrick Fiori, che canta in duetto con Zucchero.

## Il video
- Il suono della domenica, su YouTube. URL consultato il 20 settembre 2016.
- Someone Else's Tears, su YouTube. URL consultato il 20 settembre 2016.
- L'écho des dimanches (ft. Patrick Fiori), su YouTube. URL consultato il 13 ottobre 2016.

## Tracce
1. Il suono della domenica – 3:39 (Zucchero)

## Classifiche
| Classifica (2010) | Posizione massima |
| ----------------- | ----------------- |
| Italia            | 47                |